# Zacharias Åberg
Zacharias Åberg, född 1756, död 1822, var en svensk domkyrkoorganist i Växjö församling.

## Biografi
Åberg blev 1781 cantor choralis. Åberg blev 1790 kantor  och klockare i Växjö församling. 1793 blev han också  domkyrkoorganist i församling tillsammans med Johannes Svensson. De delad på domkyrkoorganisttjänsten ända fram till Åbergs död 1822.